# Матаджене
Матаджене (фр. Matadjana) — деревня и супрефектура в Чаде, расположенная на территории региона Вади-Фера. Входит в состав департамента Мегри.

## География
Деревня находится в восточной части Чада, на расстоянии приблизительно 773 километров к северо-востоку от столицы страны Нджамены. Абсолютная высота — 618 метров над уровнем моря.
Климат города характеризуется как аридный жаркий (BWh в классификации климатов Кёппена).

## Население
По данным официальной переписи 2009 года численность населения Матаджене составляла 20 223 человека (9990 мужчин и 10 233 женщины). Население супрефектуры по возрастному диапазону распределилось следующим образом: 52,1 % — жители младше 15 лет, 42,9 % — между 15 и 59 годами и 5 % — в возрасте 60 лет и старше.